# Distrikt San Cristóbal (Lucanas)
Der Distrikt San Cristóbal liegt in der Provinz Lucanas in der Region Ayacucho in Südzentral-Peru. Der Distrikt wurde am 25. März 1986 gegründet. Er besitzt eine Fläche von 407 km². Beim Zensus 2017 wurden 1850 Einwohner gezählt. Im Jahr 1993 lag die Einwohnerzahl bei 1444, im Jahr 2007 bei 1944. Sitz der Distriktverwaltung ist die 3550 m hoch gelegene Ortschaft San Cristóbal mit 1199 Einwohnern (Stand 2017). San Cristóbal liegt 12 km westsüdwestlich der Provinzhauptstadt Puquio.

## Geographische Lage
Der Distrikt San Cristóbal liegt im Andenhochland südzentral in der Provinz Lucanas. Der Río Acarí und dessen rechter Nebenfluss Río San José begrenzen den Distrikt im Osten.
Der Distrikt San Cristóbal grenzt im Südwesten an den Distrikt Saisa, im Westen an den Distrikt Santa Lucía, im Norden an den Distrikt Lucanas, im Nordosten an die Distrikte San Juan und Puquio sowie im Osten an den Distrikt San Pedro.

## Ortschaften
Im Distrikt gibt es neben dem Hauptort folgende größere Ortschaften:
- Apurímac (219 Einwohner)
- Santa Magdalena